# Raiffeisenbank im Walgau
Die Raiffeisenbank im Walgau ist eine österreichische Genossenschaftsbank. Die Regionalbank hat ihren Sitz in Nenzing. Ihr Marktgebiet erstreckt sich vom Faschinajoch im Großen Walsertal über den Walgau, dem Jagdberggebiet bis nach Frastanz. Die Raiffeisenbank im Walgau verfügt über sechs Beratungs- sowie sechs Selbstbedienungs-Bankstellen. Sie gehört zu den drei größten Raiffeisenbanken in Vorarlberg.

## Struktur
Die Raiffeisenbank im Walgau ist ein Allfinanzinstitut und bietet Finanzlösungen für Privatpersonen und Unternehmen. Die Regionalbank ist gemeinsam mit den weiteren Vorarlberger Raiffeisenbanken Eigentümerin der Raiffeisenlandesbank Vorarlberg. Zusammen mit den anderen sieben Raiffeisenlandesbanken Österreichs ist diese Mehrheitseigentümerin der Raiffeisen Bank International AG.
Die Raiffeisenbank im Walgau ist als Genossenschaftsbank organisiert. Sie gehört den Mitgliedern der Bank, die entsprechende Geschäftsanteile zeichnen und in der Generalversammlung, dem höchsten Gremium der Bank, stimmberechtigt sind. Die Raiffeisenbank im Walgau zählt über 7.000 Mitglieder.

## Geschichte
Nach dem Vorbild von Friedrich Wilhelm Raiffeisen eröffnete 1897 die erste Spar- und Darlehnskasse in Nenzing. Dieses Jahr gilt daher als Gründungsjahr der Raiffeisenbank im Walgau. Auch in den Nachbargemeinden wurden mit der Zeit eigene Sparvereine gegründet, die zudem die Bauern durch Raiffeisen Lagerhäuser unterstützten.
Bis zum Bezug der ersten eigenen Bankgebäude wurden die Bankgeschäfte in den Kassenlokalen abgewickelt. Sie befanden sich vorwiegend in den Wohnhäusern der jeweiligen Zahlmeister. Erst 1927 wurde das erste eigene Bankgebäude mit Warenlager bereitgestellt. Die erste Zusammenlegung in der Geschichte der Spar- und Darlehenskassen im heutigen Marktgebiet der Raiffeisenbank im Walgau erfolgte 1981 mit dem Zusammenschluss der Raiffeisenkassen Nenzing und Schlins-Röns. 15 Jahre später folgte die Fusion der Raiffeisenbanken Ludesch, Thüringen, Großwalsertal und Nenzing-Schlins-Röns. Unter dem gemeinsamen Namen Raiffeisenbank Walgau-Großwalsertal wurde die Genossenschaft bis 2017 geführt. In diesem Jahr erfolgte auf Beschluss der entsprechenden Generalversammlungen die Verschmelzung mit der Raiffeisenbank Frastanz-Satteins. Seitdem firmiert die Bank unter dem Namen Raiffeisenbank im Walgau.